# Hold On (존 레논의 노래)
〈Hold On〉은 존 레논이 부른 음반 《John Lennon/Plastic Ono Band》의 곡이다. 그 곡은 단지 보컬, 트레몰로 기타, 드럼, 베이스 기타만 특징으로, 그 당시 레논이 좋아했던 희박한 배열의 전형이다. 《John Lennon/Plastic Ono Band》의 2000년 발표에서 〈Hold On〉은 좀 더 긴 소개를 제공한다. 원본은 2010년 재발행으로 복원되었다.